# Guaran
Guaran, auch Guargummi genannt, ist ein Pflanzengummi (ein pflanzlicher Schleimstoff). Die chemische Verbindung aus der Gruppe der Polysaccharide ist Hauptbestandteil von Guarkernmehl (oder kurz Guarmehl). Guaran wird unter anderem als Lebensmittelzusatzstoff E 412 verwendet.

## Chemischer Aufbau
Guaran besteht aus D-Mannopyranoseeinheiten, die über β-1,4-glycosidische Bindungen kettenartig miteinander verknüpft sind. Außerdem trägt jede zweite Mannopyranoseeinheit über eine 1,6-Bindung α-D-Galactopyranosyl-Reste.

## Herstellung

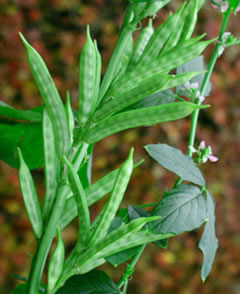
Guarbohne (Cyamopsis tetragonoloba)

Guarkernmehl wird aus den Samen der Guarbohne (wissenschaftlich Cyamopsis tetragonoloba) durch Entfernung von äußeren Schichten und Keimling und anschließendes Zermahlen der übrigen Teile gewonnen. Neben dem Guaran sind 10 bis 15 % Wasser, 5 % Protein, 2,5 % Rohfaser und unter 1 % Asche im Guarkernmehl enthalten.
Einen funktionell ähnlichen Lebensmittelzusatzstoff der Klasse der Galactomannane liefert der Johannisbrotbaum.

## Verwendung
Guaran wird in der Arzneimittel-, Kosmetik-, Papier- und Lebensmittelindustrie und auch als Tabakzusatzstoff benutzt.
So dient es z. B. als Emulgator (beispielsweise in Speiseeis) oder natürliches Verdickungsmittel und ist auch etwa häufiger Bestandteil von Haargel. In der EU ist Guaran als Lebensmittelzusatzstoff (Nummer E 412) für Lebensmittel allgemein (auch für „Bio“-Produkte) begrenzt zugelassen.
Daneben kommt Guaran in der Erdölindustrie im Fracking-Verfahren als scherbelastungsabhängige hochviskose Lösung zum Einsatz.

## Gesundheitliche Aspekte
Die Inaktivierung der schädlichen Stoffe (z. B. Saponine, Fluoressigsäure oder allergene Proteine) gelingt durch Erhitzen und Extrahieren nur teilweise, sodass das Verdickungsmittel Guarkernmehl (E 412) die Entstehung von Allergien begünstigen oder selbst allergische Reaktionen fördern kann.
Guaran wird vom Menschen praktisch nicht verdaut und auch nicht im Magen-Darm-System resorbiert. Bakterien des Dickdarms bauen den Mehrfachzucker allerdings ab, wobei Gase entstehen. Daher kann Guaran bei häufigem Verzehr die Darmflora beeinflussen und Bauchkrämpfe sowie Blähungen auslösen. 
Wenn größere Mengen von Guaran oder Guarkernmehl in Form von Pulver, Tabletten oder Kapseln ohne eine ausreichende Menge an Flüssigkeit eingenommen werden, kann es durch das hohe Quellvermögen zur  Schädigung (Blockade) von Speiseröhre, Magen und Darm kommen. 1991 wurde es daher von der amerikanischen FDA als riskantes Schlankheitsmittel eingestuft.
Eine Neu-Evaluierung der EFSA im Jahr 2016 kam zum Schluss, dass der Einsatz von Guarkernmehl in Lebensmitteln kein Sicherheitsrisiko für die Bevölkerung darstellt. Die Festlegung einer erlaubten Tageshöchstdosis wurde für nicht erforderlich angesehen. Das mögliche Auftreten von Verdauungsstörungen bei Säuglingen und Kleinkindern sollte jedoch weiteren Untersuchungen unterzogen werden.